# غابي نوروود
غابي نوروود (بالإنجليزية: Gabe Norwood) مواليد 9 فبراير 1985 في فاييتفيل، هو لاعب كرة سلة فلبيني أمريكي بدأ مسيرته الاحترافية في سنة 2008 ويلعب في الرابطة الفلبينية لكرة السلة. كان لاعبا في جامعة جورج ماسون. مثّل منتخب منتخب الفلبين لكرة السلة وفاز معه ببطولة أمم آسيا لكرة السلة سنة 2013.

## روابط خارجية
- غابي نوروود على موقع الاتحاد الدولي لكرة السلة (الإنجليزية)
- غابي نوروود على موقع كرة السلة الأوروبية.كوم (الإنجليزية)
- غابي نوروود على موقع كلية كرة السلة في سبورتس رفرنس.كوم (الإنجليزية)
- غابي نوروود على موقع ريلجم (الإنجليزية)
- غابي نوروود على موقع بروبوليرز (الإنجليزية)
- غابي نوروود على موقع سبورتس رفرنس (الإنجليزية)